# رابطة صحة المدارس الأمريكية
منظمة صحة المدارس الأمريكية هي جمعية محترفة، وحازة هذه الجمعية على انتماء 2000 مؤسس في 56 دولة. أكثر من نصف الممارسين في ((k-12 من الروضة إلى الصف الثاني عشر أو يديرون برامج التثقيف الصحي أو الخدمات الصحية في المناطق التعليمية أو الوزارات الخارجية في التربية.
وجد في عام 1927 الرابطة الأمريكية لأطباء المدارس، ووجد أيضا 325 طبيب معالج في الاجتماع السنوي للجمعية الأمريكية للصحة العامة في (سنسيناتي) أوهايو، مهمة هذه الجمعية كانت حماية صحة الأطفال والشباب وذلك من خلال دعم وتنسيق برامج الصحة في المدارس وتعتبر هذه البرامج كأساس لنجاح المدرسة. في عام 1936 فتحت المنظمة عضويتها لجميع المحترفين والمهتمين في تعزيز مدرسة الصحة وتم تبني اسمها الحالي.
الرئيس الحالي للجمعية هو جيفري كلارك.

## روابط خارجية
Official website*